# Islas Achziv
Las Islas Achziv (en hebreo: איי אכזיב) (También llamados las Islas de la Playa Achziv) son un par de islas en el Mar Mediterráneo , llamadas Achziv y Sgavion , y a la vez el nombre de un arrecife en la costa de Israel. Cada isla es de unos pocos cientos de metros cuadrados de superficie , y el arrecife se compone de un centenar de pequeños bloques de piedra caliza. Las islas son administradas por el Kibbutz Rosh Hanikra y están protegidas por ser santuarios para aves.